# Allihies
Allihies (irl. Na hAilichí) – wieś w Irlandii, w prowincji Munster, w hrabstwie Cork.